# ام‌سی‌اس کورپوریشن
ام‌سی‌اس کورپوریشن (انگلیسی: MCS Corporation) شرکت پوشاک ایتالیایی است، که در سال ۱۹۸۶ تأسیس شد.